# 悪っ外伝 〜悪夢のラッシュアワー〜
悪っ外伝 〜悪夢のラッシュアワー〜（わるっがいでん あくむ-）は、1999年9月24日にインターハートより発売された18禁アドベンチャーゲームである。

## 概要
1997年に発売した『わるっ!! 〜いたずら〜』に新キャラクター2人を追加した作品。伝説の痴漢男だった主人公は刑務所から出所、改心して真人間として生きようとするも、謎の男の策略により再び痴漢に手を染めてしまう。また、痴漢システムがグレードアップしているほか、CGも増えている。

## ストーリー
今となっては伝説になった悪戯（痴漢）師、本田勝彦が刑務所を出所した。勝彦は改心して真人間として生きようしていた。ある日電車の中で居眠りしていると誰かに起こされた。ここから再び人生が狂いだす。

## 登場キャラクター
本田 勝彦（ほんだ かつひこ）
声 : なし
主人公。今となっては伝説になった悪戯（痴漢）師。
刑務所を出所して改心して真人間として生きようしていたが、電車に乗っていたときに謎の男に声を掛けられたことから、再び痴漢を始める。
ダンチ
声 : なし
謎の男。ある日電車で勝彦に声をかけ、勝彦を再び痴漢の道へといざなう。
早川 優梨（はやかわ ゆうり）
声 : みる
国民的なアイドル歌手。勝彦が痴漢をしたことのある鉄道会社のイメージキャラクターに抜擢された。
身長153CM。スリーサイズはバスト82CM、ウエスト52CM、ヒップ78CM。
篠宮 さやか（しのみや さやか）
声 :
勝彦が痴漢をしたことのある鉄道会社の特別顧問。経営上昇と痴漢防止のために会社に雇われた。金持ちの令嬢で嫌味な性格。
身長162CM。スリーサイズはバスト84CM、ウエスト57CM、ヒップ81CM。
OVAである『悪戯～いたずら～ The Animation』にて少しでも動けばおしっこがもれてしまうという最悪のタイミングで勝彦と遭遇した派手な下着の持ち主のさやかと非常によく似た容姿をしている。（不意に訪れた凄まじい尿意に勝彦のテクニックが加わったことで放尿欲が我慢の限界に達し、そのまま電車内で大勢の人間に見られる中で失禁させられる結果となった。）両人とも勝彦の痴漢による快感を経験させられているという共通点があるが関連は不明。
水内 亜矢（みずうち あや）
声 : Yuki-Lin
フリーター。ボーイッシュかつ無神経な言動をしているが、本人には自覚が無い。
身長162CM。スリーサイズはバスト80CM、ウエスト57CM、ヒップ82CM。
杉井 順子（すぎい じゅんこ）
声 : Yuki-Lin
教師。熱血教育だが、熱血過ぎてリラックスをする暇が無い上に方法も知らず、本人も気づいてないうちにストレスを溜めているほか、生徒からは怖がられている。
身長163CM。スリーサイズはバスト82CM、ウエスト57CM、ヒップ85CM。
相田 みずき（あいだ -）
声 : 深井晴花
お嬢様学校である薔薇百合女子高等学園の3年生。真面目な性格をしている。小学校時代からテニスをしている。
和田 美和（わだ みわ）
声 : 村田欣子
専業主婦。
真面目な性格をしており、主人の話を全て聞き、男性に対して仕えているように接する。だが病弱で精神面でも弱い。主人のことならば感情が高ぶるが顔には出ず、弱気なときくらいしか感情を表に出さない。まだ若いこともあって、中年以上の男性が興味を惹くこともある。
一条 緋美子（いちじょう ひみこ）
声 : こむら奈々
とある有名大学付属の小学校に通っている。ボディーガードがつくほど金持ちであり生意気な性格をしている一方、1人では何も出来ず泣いてしまう。
身長141CM。スリーサイズはバスト70CM、ウエスト48CM、ヒップ71CM。
藤田 麻美（ふじた まみ）
声 : 人見はるか
キャンペーンガール。シーズンオフにはF1関連のイベントによく出て過密スケジュールを送る。話下手ではないものの、話し好きではなく、言い方は少し冷たい。長身グラマーなので、外国人男性と一緒にいるとサマになる。
身長167CM。バスト88CM、ウエスト58CM、ヒップ85CM。
松本 慶子（まつもと けいこ）
声 : 海原エレナ
勝彦が夜のネオン街で出会った年上の女性。その実態は覚醒剤の常習犯であり、淫乱な性格をしている。
新藤 絵利（しんどう えり）
声 : 横奈明美
OL。東北出身。時々訛りが出る。一見遊んでいるように見えるが、同僚の誘いを断るなど、実際はあまり遊んでいない。
身長164CM。スリーサイズはバスト86CM、ウエスト59CM、ヒップ87CM。
星野 瞳（ほしの ひとみ）
声 : 深井晴花
天野 勇（あまの ゆう）
声 : 芹園みや
安藤 めぐみ（あんどう -）
声 : こむら奈々
河合 遥（かわい はるか）
声 : 村田欣子

## スタッフ
- 原画:新田健司